# Chakhtarske (ville)
Chakhtarske (en ukrainien : Шахтарське) est une ville minière de l'oblast de Dnipropetrovsk, en Ukraine. Sa population s'élevait à 27 099 habitants en 2022.

## Géographie
Chakhtarske se trouve dans le Donbass, à 105 km — 130 km par la route — à l'est de Dnipro et à 10 km — 14 km par la route — au sud de Petropavlivka (en ukrainien : Петропавлівка).

## Histoire
Chakhtarske est d'abord une petite cité minière fondée en mai 1954. Elle s'est développée au fur et à mesure de la mise en exploitation de nouvelles mines de charbon :
- 1963 : Ouest-Donbass n° 1 (Західно-Донбаська № 1) rebaptisée « Pervomaïskaïa » en 1973
- 1965 : Ouest-Donbass n° 2 (Західно-Донбаська № 2) aujourd'hui « Stepova » (Степова)
- 1970 : Ouest-Donbass n° 3 (Західно-Донбаську № 3) aujourd'hui « Ioubileïna » (Ювілейна)
- 1982 : Ouest-Donbass n° 21/22 (Західно-Донбаська № 21/22) aujourd'hui « Stachkova » (Сташкова)

En 1960, Perchotravensk reçoit le statut de commune urbaine puis celui de ville en 1966. Trois mines sont encore en activité : Stepova, Ioubileïna et Stachkova.

## Population
Recensements (*) ou estimations de la population :
| 1959* | 1970*  | 1979*  | 1989*  | 2001*  |
| ----- | ------ | ------ | ------ | ------ |
| 1 285 | 20 422 | 23 660 | 28 068 | 29 140 |

| 2009   | 2010   | 2011   | 2012   | 2013   |
| ------ | ------ | ------ | ------ | ------ |
| 29 091 | 29 122 | 29 104 | 29 085 | 29 019 |

| 2022   | - | - | - | - |
| ------ | - | - | - | - |
| 27 099 | - | - | - | - |

### Personnalités liées
- Oleksandr Koubrakov, ministre y est né.